# Harrismith

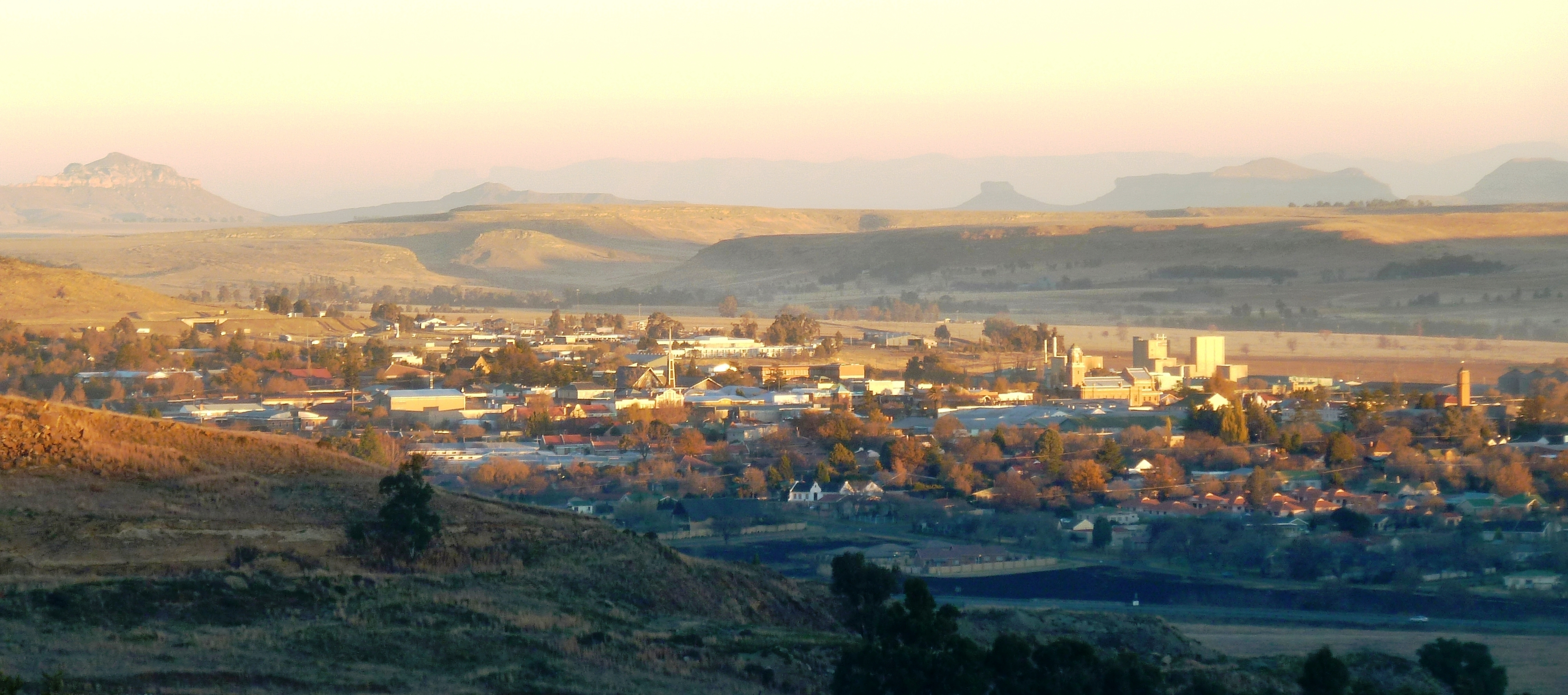

Harrismith – miasto we wschodniej części Republiki Południowej Afryki, w prowincji Wolne Państwo. Około 35 tys. mieszkańców.
W mieście rozwinął się przemysł włókienniczy. Znajduje się tu również port lotniczy Harrismith.